# Ossogne
Pour l’article homonyme, voir Ossogne (ruisseau).
Ossogne est un hameau belge de la commune de Havelange, situé en Région wallonne dans la province de Namur.

## Histoire
Ossogne est d'origine fort ancienne puisqu'il est déjà mentionné dans des chartes de l'abbaye de Stavelot en 862.

## Géographie
D'aspect typiquement condrusien et reposant au fond d'une vallée bordée d'un bois, le hameau est traversé par le ruisseau d'Ossogne.